# Castillo Masyaf
El castillo Masyaf (en árabe: قلعة مصياف‎) es una estructura medieval en la ciudad de Masyaf en la gobernación de Hama, Siria, situada en el valle de Orontes, aproximadamente a 40 kilómetros al oeste de Hama. Sirvió para proteger las rutas comerciales a ciudades del interior como Baniás. El castillo en sí se encuentra en una plataforma a unos 20 metros sobre la llanura circundante. La ciudadela se hizo famosa por ser la fortaleza desde la que gobernó Rashid ad-Din Sinan, conocido como el Viejo de la Montaña, entre 1166 y 1193. Fue un líder de la rama siria de la secta Nizari Isma'ili, también conocida como los Asesinos, y una figura en la historia de las Cruzadas.

## Historia
La evidencia sugiere que las capas inferiores y los cimientos del castillo son de origen bizantino. Los nizaríes ismailíes, mamelucos y otomanos agregaron niveles posteriores. El castillo fue capturado por los Asesinos en 1141 de Sanqur (que lo había ocupado en nombre de los Banu Munqidh de Shaizar) y luego fue refortificado por Rashid ad-Din Sinan. Masyaf y la ciudad circundante funcionaron como la capital de un emirato de Nizari desde mediados del siglo XII hasta finales del siglo XIII. Saladino la asedió en mayo de 1176 pero el asedio no duró mucho y concluyó con una tregua. La investigación actual indica que estaba en poder de los nizaríes ismailíes en ese momento.
Cuando los cruzados intentaban recuperar Jerusalén por medio de la Tercera Cruzada, se produjo un ataque al cuartel general de los Nizaries o Asesinos sirios, Masyaf, por parte de la Orden del Temple. Rashid fue víctima de secuestro por orden de un jefe rival apodado Haras el Cruzado, pero fue rescatado y su secuestrador asesinado.
En 1260, el castillo fue entregado a los mongoles. Más tarde, ese mismo año, en septiembre, los nizaríes se aliaron con los mamelucos para expulsar a los mongoles de Siria y reclamar el castillo. Baibars se apoderó del castillo en febrero de 1270. En 1830, una expedición egipcia dirigida por Ibrahim bajá causó algunos daños en el castillo. La restauración financiada por el Programa de Apoyo a Ciudades Históricas del Aga Khan Trust for Culture comenzó en 2000.

## Galería

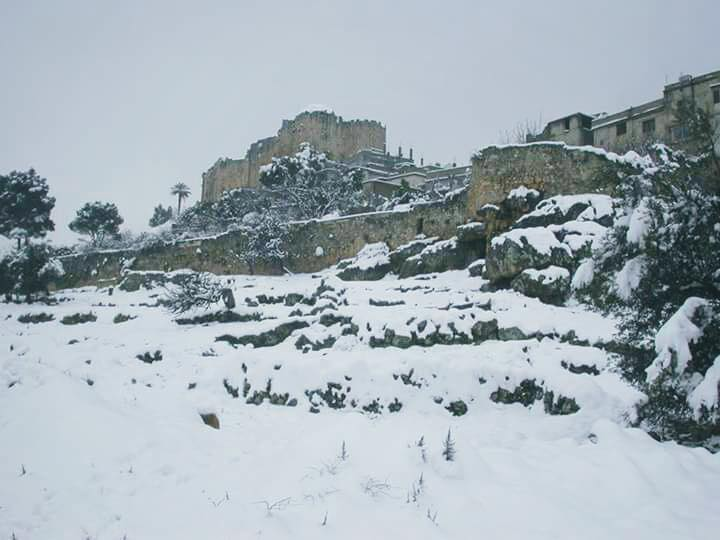
Castillo Masyaf en la nieve
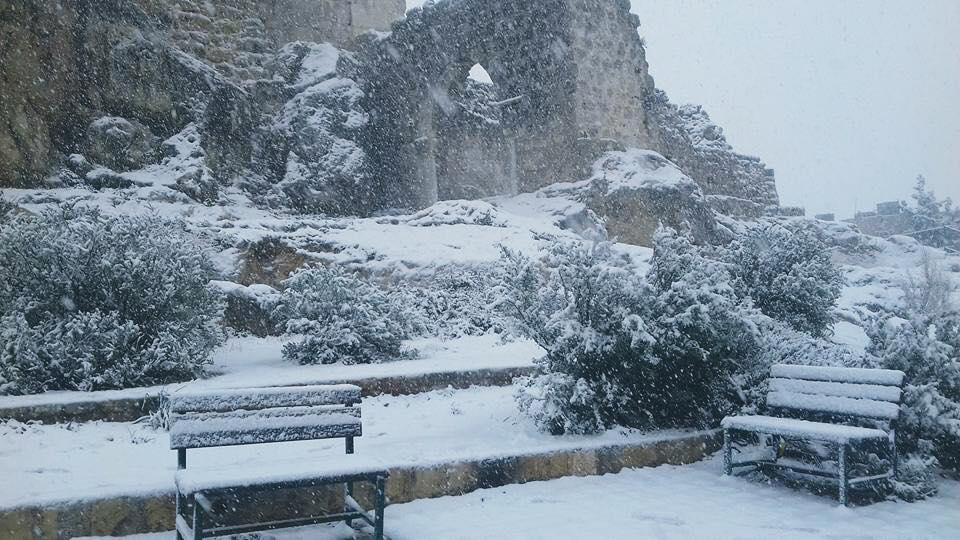
Castillo Masyaf desde fuera
Masyaf 26.04.2013